# Азиатский максимум
Азиатский антициклон (Центральноазиатский антициклон, Монгольский антициклон, Сибирский антициклон) — обширная область высокого давления, которая находится над Центральной Азией и Сибирью в течение почти всего зимнего периода, главным образом вследствие сильного охлаждения материка. Является одним из сезонных центров действия атмосферы. Среднее давление в центре азиатского антициклона в январе превышает 1030 мбар, в некоторых частях может доходить до 1050 мбар.

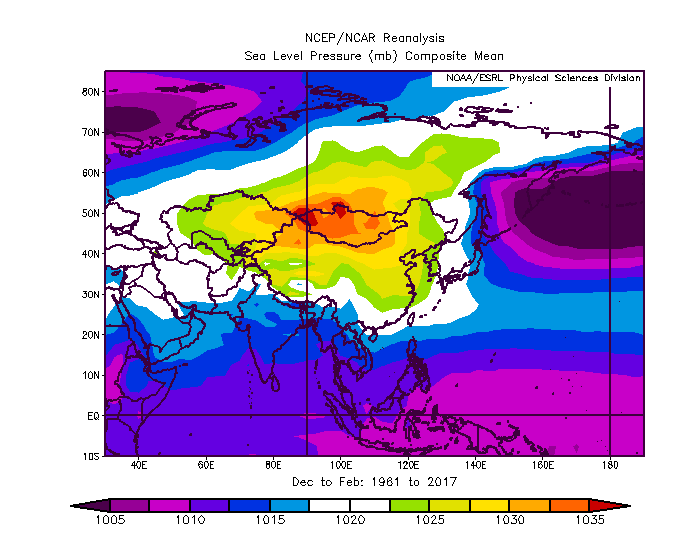
Распределение среднего атмосферного давления над территорией Азии в зимние месяцы (по данным реанализа NCEP/NCAR)

Азиатский антициклон приносит очень холодную (в приземных слоях; с сильными морозами), малооблачную и, следовательно, малоснежную погоду во внутриматериковые районы Азии. В летние периоды на смену антициклону приходит азиатская депрессия.
Имеет большое влияние на формирование климата Азии и юго-восточной части Европы (точнее, Европейской части СССР-СНГ). В 1700—1950 годы его влияние часто распространялось и до Западной Европы. В 1990-е/2000-е годы сибирский антициклон значительно деградировал и далеко не каждую зиму его влияние распространялось западнее Урала. Так зимой 1996—1997 годов европейская территория России находилась под преимущественным влиянием атлантических циклонов, что привело к аномально тёплой погоде. В течение зимы 2006—2007 года влияние сибирского антициклона на европейскую часть России было незначительным и кратковременным, что привело к крайне короткой и тёплой зиме. В 2010-х и последующих годах азиатский максимум стал неустойчивым, испытывающим сильные колебания в течение зимы. Это вызывает контрастную смену погоды в Сибири в виде волн тепла и холода.
- Так, в зиму 2011—2012 годов антициклон распался на два фрагмента, названные Купер и Дитер[9]. При этом Дитер перевалил через Урал и сместился на Центральную Европу, вызвав аномальные морозы.
- В ноябре 2016 года антициклон двинулся на юго-запад, вызвав аномальные морозы на Юге Западной Сибири, в Казахстане, Центральной Азии, и закончил свой путь над Саудовской Аравией, вызвав там аномальное похолодание и снег[9]. После этого в Сибири в течение декабря 2016 и января 2017 года была аномально тёплая погода с сильными снегопадами (местами количество выпавшего снега превысило норму в 2-3 раза) и метелями.
- В январе 2018 года от Сибирского антициклона также оторвался дочерний антициклон. Он, перемещаясь в юго-западном направлении, вызвал волну холода по пути следования, которая быстро сменилась мощной волной тепла.
- В 2019 году азиатский максимум сформировался не над Сибирью, а над Монголией и Китаем, и имел очень слабую интенсивность. Результатом стала самая тёплая зима на территории России за всю историю наблюдений[9].
- В 2020 году Азиатский максимум сместился в Восточную Европу, из-за чего в Поволжье и на Урале в декабре 2020 ударили сильные морозы, а в Москве бились рекорды атмосферного давления и декабрь 2020 вышел рекордно солнечным.
- В январе 2023 года в Сибирский антициклон влилось арктическое ядро, что обусловило аномальные морозы в Средней Азии в январе 2023. Вызванная сибирским антициклоном волна холода распространилась вплоть до севера Индии, включая Дели[10]. Смещение ленско-колымского ядра на Приморье и северо-западную часть Тихого океана, вызвало там аномальные морозы[10].

По прогнозам ряда климатологов, в связи с общим потеплением климата Земли, в ближайшие 20-30 лет Азиатский антициклон утратит своё влияние, что приведёт к существенным климатическим изменениям в Евразии. В частности, климат большей части регионов России станет тёплым, но сильно засушливым (близким к климату Казахстана, Киргизии и внутренних райнов Малой Азии), зона земледелия сместится к северному полярному кругу, а Северный морской путь сможет функционировать круглогодично. В то же время, гипотезу об окончательном исчезновении азиатского максимума разделяют не все климатологи.